# 紫芋
紫芋（学名：Colocasia tonoimo）是天南星科芋属的植物。分布于日本等地。

## 别名
芋头花（指花序、云南） 广菜、东南菜（贵州威宁） 老虎广菜（贵州剑河）